# (541132) Leleākūhonua
(541132) Leleākūhonua, provisorische Bezeichnung (541132) 2015 TG387, ist ein Planetoid, der am 13. Oktober 2015 am Mauna Kea-UH/Tholen NEO Follow-Up (Subaru) entdeckt wurde und zur Gruppe der transneptunischen Objekten gehört. Der Asteroid läuft auf einer hoch exzentrischen Bahn um die Sonne mit einer Umlaufperiode von wenigen zehntausend Jahren. Die Bahnexzentrizität seiner Bahn beträgt 0,94, wobei diese 11,66° gegen die Ekliptik geneigt ist. Mit einer absoluten Helligkeit von 5,3 mag ist er gerade noch ein Zwergplanetenkandidat. Er trug auch den inoffiziellen Spitznamen „The Goblin“ für TG.
Seine Entdeckung wurde am 1. Oktober 2018 veröffentlicht, am 10. Oktober 2019 wurde er nummeriert.
Die Benennung erfolgte im Juni 2020. Leleākūhonua sei eine im Kumulipo, einem hawaiischen Schöpfungsgesang, vorkommende Lebensform.
Der Name vergleicht den hochexzentrischen Orbit mit dem Flug der Zugvögel und evoziere eine Sehnsucht nach Erdnähe.